# Akela (Salticidae)
Akela là một chi nhện nhảy trong họ Salticidae, gồm 3 loài đã được mô tả. Hai trong số chúng xuất hiện ở miền Trung và Nam Mỹ, và loài thứ ba ở Pakistan.

## Tên gọi
Tên chi được đặt theo tên nhân vật Akela, trong tác phẩm Sách Rừng xanh của Rudyard Kipling. Một số chi khác được được đặt theo tên nhân vật của Kipling như Bagheera, Messua và Nagaina.

## Các loài
- Akela charlottae Peckham & Peckham, 1896, tìm thấy ở Trung Mỹ (Guatemala, Panama).
- Akela fulva Dyal, 1935, tìm thấy ở Pakistan.
- Akela ruricola Galiano, 1999, tìm thấy ở Nam Mỹ (Brazil, Uruguay, Argentina).